# Onagroideae
Onagroideae je potporodica vrbolikovki, dio reda mirtolike (Myrtales) kojoj pripada sedam tribusa.
Ime je došlo po rodu Onagra, sinonim za Oenothera.

## Rodovi i broj vrsta
Subfamilia Onagroideae Beilschm.
1. Tribus Hauyeae Raim.
  1. Hauya Moc. & Sessé ex DC. (1 spp.)
2. Tribus Circaeeae Dumort.
  1. Circaea L. (11 spp.)a
  2. Fuchsia L. (107 spp.)
3. Tribus Lopezieae Spach
  1. Lopezia Cav. (25 spp.)
  2. Megacorax S. González & W. L. Wagner (1 sp.)
4. Tribus Gongylocarpeae Donn. Sm. & Rose
  1. Gongylocarpus Schltdl. & Cham. (2 spp.)
5. Tribus Epilobieae Endl.
  1. Chamaenerion Seguier (10 spp.)
  2. Epilobium L. (178 spp.)
6. Tribus neopisan
  1. Xylonagra Donn. Sm. & Rose (1 sp.)
7. Tribus Onagreae Dumort.
  1. Chylismia Nutt. ex Torr. & A. Gray (16 spp.)
  2. Oenothera L. (157 spp.)
  3. Eulobus Nutt. ex Torr. & A. Gray (4 spp.)
  4. Taraxia Nutt. ex Torr. & A. Gray (4 spp.)
  5. Clarkia Pursh (42 spp.)
  6. Gayophytum A. Juss. (9 spp.)
  7. Chylismiella (Munz) W. L. Wagner & Hoch (1 sp.)
  8. Eremothera (P. H. Raven) W. L. Wagner & Hoch (7 spp.)
  9. Camissonia Link (12 spp.)
  10. Neoholmgrenia W. L. Wagner & Hoch (2 spp.)
  11. Camissoniopsis W. L. Wagner & Hoch (14 spp.)
  12. Tetrapteron (Munz) W. L. Wagner & Hoch (2 spp.)